# 岩波一寛
岩波 一寛（いわなみ かずひろ、1925年6月5日 - 没年不詳）は、日本の経済学者。

## 略歴
長野県岡谷市出身。長野県諏訪中学校（現・長野県諏訪清陵高等学校・附属中学校）を経て、陸軍士官学校、中央大学経済学部卒業。1950年立正大学助手、のち助教授を経て、1963年中央大学経済学部助教授、1966年教授。同大学多摩キャンパス移転時に経済学部長を務めていた。法政大学や武蔵大学の講師を兼任した。定年退官後、同大学名誉教授。門下生に緒方俊雄中央大学名誉教授がいる。

## 著書

### 共編著
- 『現代財政論の再検討：林栄夫先生還暦記念』 柴田徳衛、置塩信雄、中桐宏文 共著 有斐閣 1978年